# Scrupocellaria ornithorhyncus
Scrupocellaria ornithorhyncus är en mossdjursart som beskrevs av Thomson 1858. Scrupocellaria ornithorhyncus ingår i släktet Scrupocellaria och familjen Candidae. Inga underarter finns listade i Catalogue of Life.